# Xerocrassa siderensis
Xerocrassa siderensis is een slakkensoort uit de familie van de Hygromiidae. De soort is endemisch op Kreta.
Xerocrassa siderensis werd voor het eerst wetenschappelijk beschreven als Helix siderensis door Maltzan (1883).